# Учителька дурить... усі класи
«Учителька дурить… усі класи» (італ. L'insegnante balla... con tutta la classe) — італійська еротична комедія режисера Джуліано Карнімео.
Прем'єра відбулась 16 березня 1979 року. Зйомки проходили у Римі.

## Сюжет
Учителька фізкультури і дівчат Клаудіа Гамбетті пропонує для відсталої школи свою нову методику, узгоджену міністерством, яка включає в себе навчання за допомогою американської системи ритмічної гімнастики. Адміністрація школи не одразу вітає таке нововведення, але професор Меццопонте підтримує свою колегу і не лише через її нову програму. Професор Мартореллі, учитель фізкультури у хлопців, отримує травму ноги і не може проводити свої уроки. Його заміняє нова учителька і проводить уроки і для хлопців. Завдяки цьому Клаудіа виділяє серед хлопців тих, хто має хист до танців. Директор Фіоронторі погоджується із новою методикою тільки тоді, коли розуміє що завдяки новим урокам танців учні можуть виграти спочатку місцевий конкурс танців, а потім і міжнародний.

## Актори
| Актор                    | Роль                       |
| ------------------------ | -------------------------- |
| Надя Кассіні             | учителька Клаудіа Гамбетті |
| Ліно Банфі               | професор Меццопонте        |
| Альваро Віталі           | Анаклето Петруцціо         |
| Паола Морра              | Данієла                    |
| Стефано Амато            | Адамо Адамі                |
| Мауріціо Інтерланді      | Мауро                      |
| Франческа Романа Колуцці | Алленатріса Русса          |
| Маріо Каротенуто         | директор Фіоронторі        |
| Ренцо Монтаньяні         | професор Мартореллі        |
| Серджіо Форконі          | м'ясник                    |
| Ніколетта П'єрсанті      | студентка                  |

## Знімальна група
Режисер — Джуліано Карнімео.
Продюсер — Джанфранко Куюмджан, Девід Колбі.
Сценаристи — Карло Вео.
Оператор — Себастьяно Селеста.
Композитор — Вальтер Ріццаті.
Художники — Карло Феррі, Сільвана Скандаріато.
Монтаж — Альберто Моріані.